# Orakeljske kosti
Orakeljske kosti  (kitajsko: 甲骨; pinjin: jiǎgǔ) so kosi volovske lopatice ali želvjega oklepa, ki so jih uporabljali za piromantijo – obliko vedeževanja – v starodavni Kitajski, predvsem v času pozne dinastije Šang. Če so za vedeževanje uporabljali volove lopatice, je pravilni izraz skapulimanca, če pa so uporabljali želvje oklepe, pa je pravilno poimenovanje plastromantija.
Vedeževalci so božanstvom postavljali vprašanja o vremenu, sajenju pridelkov, prihodnosti članov kraljeve družine, vojaških prizadevanjih in podobnih temah. Ta vprašanja so bila z ostrim orodjem vklesana na kost ali želvji oklep v orakljski kostni pisavi. Nato so z močno segreto kovinsko palico potisnili ob kost ali želvji oklep, dokler ni zaradi toplotnega raztezanja počila. Vedeževalec je nato interpretiral vzorec razpok in na kos zapisal tudi napoved. Piromantija s kostmi se je na Kitajskem nadaljevala v dinastiji Džou, vendar so bila vprašanja in napovedi vse pogosteje pisana z uporabo čopiča in cinober črnila, ki je sčasoma propadlo.
Orakeljske kosti nosijo najzgodnejši znani pomembnejši korpus starodavne kitajske pisave, ki uporablja zgodnjo obliko kitajskih znakov. Napisi vsebujejo približno 5000 različnih znakov, čeprav jih je bilo z gotovostjo identificiranih le okoli 1200. Zagotavljajo pomembne informacije o poznem obdobju dinastije Šang in učenjaki, so bili zmožni rekonstruirati kraljevo genealogijo Šangov iz cikla žrtvovanja prednikov, ki so ga zabeležili. Ko so bili konec 19. stoletja te zapisi odkriti in v zgodnjem 20. stoletju dešifrirani, so potrdili obstoj dinastije Šang, o čemer so nekateri učenjaki do takrat dvomili.
Orakulologija je disciplina za preučevanje orakeljskih kosti in orakeljske kostne pisave.

## Odkritje
Koščenke iz dinastije Šang naj bi občasno izkopavali lokalni kmetje že od časa dinastij Sui in Tang in morda že prej, v času dinastije Han, vendar lokalni prebivalci sami niso vedeli kaj so izkopali in so kosti pogosto ponovno zakopali. V 19. stoletju so med obdelavanjem polj, prebivalci tega območja odkrili številne kosti in jih uporabili kot »zmajeve kosti« (kitajsko: 龍骨; pinjin: lóng gǔ), kar pripada praksi tradicionalne kitajske medicine mletja pleistocenskih fosilov v tonike ali obkladke. Delce oklepa želve so kot zdravilo predpisovali za zdravljenje malarije, medtem ko so druge živalske kosti uporabljali v prahu za zdravljenje ran z nožem. 
Leta 1899 je trgovec s starinami iz province Šandong, ki je v tem območju iskal kitajske bronaste izdelke, pridobil veliko število orakeljskih kosti od lokalnih prebivalcev, katerih je večina bila prodanih kanclerju cesarske akademije v Pekingu, Wang Yirongu. Wang je bil poznan zbiratelj kitajskih bronastih izdelkov in poznan kot prvi človek v modernem času, ki je prepoznal oznake na orakeljskih kosteh kot starodavno kitajsko pisavo podobno tisti na bronastih izdelkih v dinastiji Džou. Legendarna zgodba pripoveduje, da je Wang zbolel za malarijo in njegov prijatelj, učenjak Liu E, ga je takrat obiskoval in pomagal raziskati njegova zdravila. Skupaj sta ugotovila, preden je bilo njegovo zdravilo zmleto v prah, so bili na njem razvidni nenavadni glifi. Saj sta sama tudi preučevala starodavne zapise na bronastih izdelkih, sta te glife prepoznala kot starodavno pisavo. Kot pravi Xu Yahui:
Nihče ne ve, koliko orakeljskih kosti je bilo pred letom 1899 zmletih s strani tradicionalnih kitajskih lekarn in so zavedno izginile v želodce ljudi.
Nihče zares ne ve, kako sta Wang in Liu našla te »zmajeve kosti«, ampak Wang je poznan kot prvi, ki je prepoznal njihov pomen. Wang je leta 1900 naredil samomor v povezavi z njegovimi vezmi v Boksarski vstaji in njegov sin je orakeljske kosti prodal njegovemu prijatelju Liu E-ju, ki je leta 1903 objavil prvo knjigo odrgnin zapisov na orakeljskih kosteh. Novice o odkritju orakeljskih kosti so se hitro razširile po celotni Kitajski in v krogu tujih zbirateljev in učenjakov, kar je sprožilo velik razpon trga za orakeljskih kosti, vendar je veliko število zbirateljev hotelo njihovo lokacijo obdržati kot skrivnost. Čeprav so učenjaki lokacijo želeli razkriti, so trgovci s starinami napačno trdili, da so orakeljske kosti prišle iz okrožja Tangyin in Henana. Leta 1908, je učenjak Luo Zhenyu odkril njihov vir blizu okrožja Anyang in spoznal, da je bilo območje poznano kot glavno mesto dinastije Šang.
Sledila so desetletja nenadziranih izkopavanj, da bi lahko vzdrževali trg starin in veliko jih je vstopilo tudi v zbirke v Evropi, ZDA, Kanadi in na Japonskem. Prvi zbiratelj iz zahoda je bil ameriški misijonar Frank H. Chalfant (1962–1914). Chalfant je tudi prvi uporabil poimenovanje »orakeljska kost« v njegovi knjigi Zgodnja kitajska pisava, ki je izšla leta 1906. Okoli leta 1930 je bil ta izraz izposojen iz angleščine v kitajščino kot jiǎgǔ 甲骨.
Samo majhno število tgovcev in zbirateljev je vedelo ali obiskalo lokacijo vira orakeljskih kosti dokler jih ni našel kanadski misijonar James Mellon Menzies, ki jih je kot prvi človek začel znanstveno izkopavati, preučevati in dešifrirati. Prvi je prišel do najdbe, da so bile kosti zapisi vedeževanj iz časa dinastije Šang in kot prvi iznašel tudi metodo datiranja, da bi se izognil ponaredkom. Prvo znanstveno raziskavo kosti je objavil leta 1917 in je vključevala 2369 risb in napisov ter na tisoče odrgnin s črnilom. Z donacijami lokalnih prebivalcev in pomočjo njegovih lastnih arheoloških izkopavanj je uspel pridobiti največjo privatno zbirko na svetu s skupaj več kot 35.000 kosov. Vztrajal je, da njegova zbirka ostane na Kitajskem vendar je bilo klub temu nekaj kosov poslanih nazaj v Kanado iz strani njegovih sodelavcev, kateri so bili mišljenja, da bi bile kosti uničene med drugo kitajsko-japonsko vojno leta 1937. Kitajci vseeno prepoznajo Menzijevo pionirsko kontribucijo kot »vodilni zahodni raziskovalec kulture Yin-Shang in napisov na orakeljskih kosteh«. Njegova prejšnje prebivališče je bilo leta 2004 razglašeno kot »Varovani zaklad« in vzpostavljen je bil spominski muzej James Mellon Menzies za študiranje oraklejskih kosti.

## Uradna izkopavanja
Do ustanovitve Inštituta za zgodovino in filologijo, ki ga vodi Fu Sinian iz akademije Sinica v letu 1928, je bil vir orakeljskih kosti izsleden nazaj do moderne Šjǎotún (小屯村) vasi v provincah Anjang in Henan. Uradna arheološka izkopavanja v letu 1928–1937 pod vodstvom Li Jija, očeta kitajske arheologije, odkrijejo 20.000 orakeljskih kosti, ki zdaj predstavljajo večinski del zbirke v akademiji Sinica na Tajvanu in skupno tvorijo 1/5 vseh odkritih kosov. Ko so bili kosi dešifrirani, se je izkazalo, da napisi opisujejo vedeževanja, izvedena s strani ali za kraljevo družino. Skupaj s kraljevskimi grobnicami so te najdbe doprinesle nedvomen dokaz dinastije Šang in njenega glavnega mesta Jin, katere obstoj je bil vse do sedaj dvomljiv. Dandanes, je Šjǎotún v Anjangu torej poznan tudi kot ruševine Jin ali Jinšu.

## Publikacija
Napisi na orakeljskih kosteh so bili objavljeni medtem ko so jih odkrivali v svežnjih. Pozneje so bile objavljene tudi številne zbirke napisov, glavne izmed njih pa so:
- 殷墟文字甲編; Yinxu wenzi jiabian
- 殷墟文字乙編; Yinxu wenzi yibian
- 殷墟文字丙編; Yinxu wenzi bingbian
- 殷虛書契前編; Yin xu shu qi qian bian
- 集殷虛文字楹帖彙編; Ji Yin xu wen zi ying tie hui bian
- 殷墟萃編; Yinxu cuibian
- 后上; Houshang
- 后下; Houxia
- 粹編; Cuibian
- 殷虛書契續編; yīn xū shū qì xù biān
- 亀甲; Kikkō
- 殷契摭佚續編; Yinqizhiyi xubian
- 殷契遺珠; Yinqi yizhu
- 京都大學人文科学研究所蔵甲骨文字; Kyōto daigaku jimbunkagaku kenkyūshozō kōkotsumoji
- 殷契佚存; Yiqi yicun
- 甲骨綴合編; Jiagu zhuihebian
- 鐵雲藏龜拾遺; Tieyun canggui shiyi
- 戰後京津新獲甲骨集; Zhanhou Jingjin xinhuo jiaguji (1954)
- 殷墟文字存真; Yinxu wenzi cunzhen
- 戰後寧滬新獲甲骨集; Zhanhou Ninghu xinhuo jiaguji (1951)

Ker je navajanje teh različnih del postajalo nepregledno, so poskušali izčrpno objaviti vse doslej odkrite kosti. Rezultat je bila publikacija Jiǎgǔwén héjí (甲骨文合集, 1978–1982), ki jo je uredil Hu Houxuan in njen dodatek leta 1999, ki je je uredil Pang Bangjiong, najobsežnejši katalog odlomkov orakeljskih kosti. Vseh 20 izdaj vsebuje reprodukcijo več kot 50,000 fragmentov. Ločen del, objavljen leta 1999, pa vsebuje transkripcije zapisov na kosteh v standardnih kitajskih pismenkah. 
Večina popisanih orakeljskih kosti je bila najdena na najdišču Jinšu v moderni provinci Anjang in so datirane vse do vladavine zadnjih devetih kraljev dinastije Šang. Vedeževalci, ki so poimenovani na kosteh, so bili pripisani petim časovnim obdobjem iz strani arheologa Dong Zuobina:
| Časovno obdobje | Kralji             | Pogosti vedeževalci                    |
| --------------- | ------------------ | -------------------------------------- |
| I               | Wu Ding            | Què㱿, Bīn賓, Zhēng爭, Xuān宣          |
| II              | Zu Geng, Zu Jia    | Dà大, Lǚ旅, Xíng行, Jí即, Yǐn尹, Chū出 |
| III             | Lin Xin, Kang Ding | Hé何                                   |
| IV              | Wu Yi, Wen Wu Ding |                                        |
| V               | Di Yi, Di Xin      |                                        |

Kralji so se vedeževanja udeleževali v vseh obdobjih, v kasnejših obdobjih pa je večino vedeževanj opravljal kar kralj sam. Ohranjeni napisi na kosteh niso enakomerno porazdeljeni po vseh obdobjih, saj jih 55 % prihaja iz obdobja I in 31 % iz obdobij III in IV. Nekaj koščenk je datiranih do začetka naslednje dinastije Džou.
Najzgodnejše orakeljske kosti (vezane na vladavino Wu Dinga in Zu Genga) so datirane le z uporabo 60 dnevnega cikla stebel in vej, včasih pa je primanjkovalo tudi zapis meseca. Poizkusi ugotovitve pravilnega kronološkega zaporedja se osredotočijo na zapise luninih mrkov, ki so v napisih opisani iz strani skupine Bīn (delovala v času vladavine Wu Dinga in delno v čas vladavine Zu Genga). Ob predpostavki, da se je 60-dnevni cikel neprekinjeno nadaljeval tudi v točno datiranem obdobju, so znanstveniki poskušali uskladiti zapisane datume z izračunanimi datumi mrkov. Splošno soglasje velja za štiri od njih, ki zajemajo datume od 1198 do 1180 pred našim štetjem. Peti del nekateri učenjaki uvrščajo v leto 1201 pred našim štetjem. Na podlagi teh podatkov je kronološki projekt Xia–Shang–Zhou, ki se opira na izjavo v poglavju »Proti razkošni lahkotnosti« v Knjigi dokumentov, da je vladavina Wu Dinga trajala 59 let, datiral vladavino med letoma 1250 in 1192 pred našim štetjem. David Keightley je trdil, da poglavja »Proti razkošni lahkotnosti« ne smemo obravnavati kot zgodovinsko besedilo, saj je nastalo veliko pozneje, dolžino vladanja predstavlja kot moralno sodbo in navaja druge dolžine vladanja, ki so v nasprotju z dokazi iz orakeljskih kosti. Wu Dingovo vladavino je datiral približno od leta 1200 do 1181 pred našim štetjem. Ken-ichi Takashima je datiral najzgodnejše napise na orakeljskih kosteh v leto 1230 pred našim štetjem. Šestindvajset preročišč iz kosti iz časa vladavine Wu Dinga je bilo radiokarbonsko datiranih na obdobje 1254–1197 pr. n. št. ± 10 let.
V napisih iz obdobja V so pogosto navedeni oštevilčeni obredni cikli, zato je lažje oceniti dolžino vladanja zadnjih dveh kraljev. Začetek tega obdobja Keightley datira v obdobje 1100-1090 pr. n. št., projekt XSZ pa v obdobje 1101 pr. n. št. Večina znanstvenikov se zdaj strinja, da je bila osvojitev dinastije Šang s strani dinastije Džou blizu leta 1046 ali 1045 pred našim štetjem, kar je več kot stoletje pozneje od tradicionalnega datuma.

## Vedeževanje dinastije Šang
Ker se je vedeževanje (-mantija) izvajalo s pomočjo toplote ali ognja (piro-) in najpogosteje na plastronu ali lopatici, se za ta postopek pogosto uporabljajo izrazi piromantija, plastromantija in lopaticimantija.

### Materiali
Orakeljske kosti so večinoma želvini plastroni (trebušni oklepi, verjetno samice) in volovske lopatice, nekaj pa je tudi karapaksa (hrbtnega oklepa) želv in nekaj volovskih reber, lopatic ovac, merjascev, konjev in jelenov ter nekaterih drugih živalskih kosti. Na lobanjah jelenov, volov in ljudi so bili tudi najdeni napisi, čeprav so ti zelo redki in se zdi, da so bili napisani zaradi vodenja evidence ali prakse in ne zaradi dejanskega vedeževanja; v enem primeru so poročali o popisanih jelenovih rogovih, vendar Keightley (1978) navaja, da so ponarejeni. Neolitski vedeževalci na Kitajskem so v podobne namene že dolgo segrevali kosti jelenov, ovac, prašičev in goveda; dokazi o tem so bili najdeni v Ljaoningu konec 4. tisočletja pred našim štetjem. Vendar se je sčasoma povečala uporaba volovskih kosti, uporaba želvjih oklepov pa se pojavi šele v zgodnji kulturi Šang. Najstarejši najdeni želvji oklepi, ki so bili pripravljeni za vedeževanje (tj. z izklesanimi jamicami), so iz najzgodnejše plasti kulture Šang v Erligangu (Džengdžou, Henan). Do konca Erliganga je bilo plastronov veliko, v Anjangu pa so se lopatke in plastroni uporabljali v približno enakem številu. Zaradi uporabe teh oklepov poleg kosti se je v zgodnjih omembah pisave iz orakljevih kosti pogosto uporabljal izraz »pisava iz oklepov in kosti«, ker pa so želvji oklepi pravzaprav kostni material, se tudi zanje uporablja bolj jedrnat izraz »orakljeve kosti«.
Kosti ali oklepe so najprej pridobili in jih nato pripravili za uporabo. Njihov izvor je pomemben, ker naj bi nekatere od njih (zlasti veliko oklepov) predstavljale poklon dinastiji Šang, kar je dragocen podatek o takratnih diplomatskih odnosih. To vemo, ker so bili na njih pogosto zapisi, ki so beležili njihov izvor (npr. poklon koliko oklepov, od kod in katerega datuma). V enem od zapisov je na primer zapisano, da je »Què (雀) poslal 250 (želvjih oklepov)«, kar pomeni, da gre morda za državico v vplivnem območju dinastije Šang. Ti zapisi so bili običajno narejeni na hrbtni strani mostu oklepa (imenovani zapisi mostu), na spodnjem delu karapacija ali xiphiplastronu (robu repa). Vendar so nekateri oklepi morda izvirali iz lokalno vzgojenih želv. Vpisi na lopatici so bili v bližini vratu ali spodnjega roba. Nekateri od teh zapisov niso bili izrezljani, potem ko so bili zapisani s čopičem, kar dokazuje (skupaj z drugimi dokazi) uporabo čopiča za pisanje v času Šang. Predvideva se, da so lopatice na splošno izvirale iz lastne živine dinastije Šang, morda tiste, ki so jo uporabljali pri obrednem žrtvovanju, čeprav obstajajo tudi zapisi o živini, poslani kot davek, vključno z nekaterimi, ki so zabeleženi z robnimi zapisi.

### Priprava
Kosti ali oklepe so očistili mesa in jih nato pripravili z žaganjem, strganjem, glajenjem in celo poliranjem, da so dobili priročne, ravne površine. Prevlada lopatic in pozneje plastronov naj bi bila povezana tudi z njihovo priročnostjo v smislu velikih, ravnih površin, ki zahtevajo minimalno pripravo. Obstaja tudi domneva, da so se uporabljali le oklepi ženskih želv, saj so ti bistveno manj konkavni. Jame ali vdolbine so bile nato izvrtane ali izdolbene deloma skozi kost ali oklep v urejenem zaporedju. V Erligangu je bil odkrit vsaj en tak vrtalnik, ki se po velikosti in obliki natančno ujema z vdolbinami na kosteh ali oklepih. Oblika teh jamic se je sčasoma razvijala in je pomemben pokazatelj za datiranje kosti orakljev v različna podobdobja dinastije Šang. Oblika in globina sta pomagali določiti tudi vrsto razpoke, ki se bo pojavila. Število jamic na kost ali oklepu je bilo zelo različno.

### Lomljenje in interpretacija
Vedeževanje so kralji dinastije Šang običajno izvajali v prisotnosti vedeževalca. Zelo malo orakeljskih kosti so pri vedeževanju uporabljali drugi člani kraljeve družine ali plemiči, ki so bili blizu kralju. V zadnjih obdobjih so kralji Šanga osebno prevzeli vlogo vedeževalca.
Med vedeževanjem so oklep ali kost namazali s krvjo, v delu z napisom, imenovanem »predgovor«, pa so zapisali datum s pomočjo nebesnih stebel in zemeljskih vej ter ime vedeževalca. Nato je bila postavljena tema vedeževanja (imenovana 'naboj'), na primer, ali določen prednik povzroča kraljev zobobol. Vedeževanje je bilo pogosto usmerjeno na prednike, ki so jih stari Kitajci spoštovali in častili, pa tudi na naravne sile in Dìdža (帝), najvišjega boga v družbi Šang. Vprašanja so se nanašala na najrazličnejše teme, pravzaprav na vse, kar je skrbelo kraljevsko hišo Šang, od bolezni, rojstva in smrti do vremena, vojskovanja, kmetijstva, davkov itd. Ena najpogostejših tem je bila, ali bi bilo izvajanje obredov na določen način zadovoljivo. 
Nato je bil v jamo vstavljen močan vir toplote, dokler ni počila. Zaradi oblike jame je sprednja stran kosti počila v grobi obliki 卜. Znak 卜 (pinjin: bǔ ali pǔ; starokitajsko: *puk; 'vedeževati') je lahko piktogram takšne razpoke; branje znaka je lahko tudi onomatopeja za razpoko. Po navadi je bilo v eni seansi narejenih več razpok, včasih na več kot eni kosti, in te so bile običajno oštevilčene. Vedeževalec, ki je vodil obred, je prebral razpoke, da bi izvedel odgovor na vedeževanje. Kako točno so bile razpoke interpretirane, ni znano. Tema vedeževanja je bila večkrat izpostavljena, pogosto na različne načine, na primer negativno ali s spremembo datuma, o katerem se je vedeževalo. Ena orakeljska kost se je lahko uporabila za eno sejo ali za več seans, ena seja pa se je lahko zabeležila na več kosteh. Odgovor, ki je bil razglašen, je bil včasih označen kot »ugoden« ali »neugode«, kralj pa je občasno dodal »napoved«, svoje mnenje o naravi napovedi. V zelo redkih primerih je bil dejanski izid kasneje dodan h kosti v tako imenovanem »preverjanju«. Popoln zapis vseh zgoraj navedenih elementov je redek; večina kosti vsebuje le datum, vedeževalca in temo vedeževanja, mnoge pa so po vedeževanju ostale brez zapisa.
Domneva se, da so bila zapisana vedeževanja napisana s čopičem ali cinabaritom na orakeljskih kosteh ali spremljajočih dokumentih, saj je na nekaj odkritih orakeljskih kosti še vedno mogoče najti s čopičem napisana vedeževanja brez vrezovanja, na nekaterih pa so bila najdena delno vrezana. Po uporabi so oklepe in kosti, ki so se uporabljale obredno, zakopali v ločenih jamah (nekatere samo za oklepe, druge samo za lopatke), v skupinah do nekaj sto ali celo tisoč kosov (v eni od jam, izkopani leta 1936, je bilo skupaj s človeškim skeletom več kot 17 000 kosov).

### Spremembe v naravi vedeževanja
Cilji in nameni vedeževanja so se s časom spreminjali. V času vladavine Wu Dinga so vedeževalci verjetno spraševali moči ali prednike o stvareh, kot so vreme, uspeh v bitki ali gradnja naselij. Če so pomagali pri zemeljskih zadevah, so obljubili daritve.
Pri krekanju na jiazi (1. dan) je Zheng vedeževal: »Pri molitvi za pridelek k Sun (bomo) odcepili deset kapljičnih krav in obljubili sto kapljičnih krav.«
Keightley pojasnjuje, da je to vedeževanje edinstveno, saj je naslovljeno na Suna, značilno pa je, da se ponudi 10 glav živine, če bo letina dobra, pa še 100 glav.  poznejše vedeževanje je bilo bolj verjetno površno, optimistično, izvajal ga je sam kralj, naslovljeno je bilo na njegove prednike, potekalo je v rednem ciklu in ni bilo verjetno, da bi prednike prosil, naj kar koli storijo. Keighley meni, da to odraža spremembo v predstavah o tem, kaj lahko sile in predniki storijo in v kolikšni meri lahko živeči nanje vplivajo. 

## Arheološki dokazi o piromantiji pred Anjangom
Čeprav so kosti uporabljali za vedeževanje skoraj po vsem svetu, je vedeževanje z ognjem ali toploto na splošno prisotno v Aziji in iz nje izhajajočih severnoameriških kulturah. Uporaba toplote za lomljenje kosti (piroskapulancija) izvira iz stare Kitajske, prvi dokazi o tem segajo v 4. tisočletje pr. n. št. z arheološkimi najdbami iz Ljaoninga, ki pa niso bile zapisane. V neolitski Kitajski so bile na različnih najdiščih najdene lopatice goveda, ovc, prašičev in jelenov, ki so se uporabljale v piromantiji in zdi se, da je ta praksa do konca 3. tisočletja pred našim štetjem postala precej razširjena. Lopatice so bile odkrite skupaj z manjšim številom plastronov brez jamic v obdobju Nánguānwài (南關外) v Džengdžou v Henanu; lopatice in manjše število plastronov z izdolbenimi jamicami so bile odkrite tudi v spodnjem in zgornjem obdobju Erligang.
Precejšnja uporaba želvjih plastronov se pojavi šele na najdiščih kulture Šang. Volovske lopatice in plastroni, ki so bili pripravljeni za vedeževanje, so bili najdeni na kulturnih najdiščih Šanga, Táišīcūn (台西村) v Hebeju in Čiūvān (丘灣) v Džjangsu. Ena ali več izdolbenih lopatic je bila najdena v Lùsìcūnu (鹿寺村) v Henanu, medtem ko so bile neizdolbene lopatice najdene v Erlitou v Henanu, Cíšiàn (磁縣) v Hebeju, Níngčéng (寧城) v Ljaoningu in Čídžjāju (齊家) v Gansu. Plastroni postanejo številčnejši od lopatic šele v fazi parka Rénmín (人民).

## Na drugih mestih
V mestu Džengdžou v Henanu so bile najdene štiri kosti z napisi: tri s številkami 310, 311 in 312 v korpusu Hebu, ena pa vsebuje en sam znak (ㄓ), ki se pojavlja tudi v poznih napisih iz obdobja Šang. Napis HB 310, ki je vseboval dve kratki vedeževanji, je bil izgubljen, vendar je zabeležen na odlomku in dveh fotografijah. HB 311 in 312 vsebujeta kratek stavek, ki je podoben pozni šangovski pisavi. HB 312 je bil najden v zgornji plasti kulture Erligang. Drugi so bili najdeni naključno v zemeljskih delih za urejanje rek, zato nimajo arheološkega konteksta. Pei Mingxiang je trdil, da so bile najdene pred najdiščem Anjang. Takašima glede na oblike znakov in sintakso trdi, da so nastale v času vladavine Wu Dinga.
Nekaj kosti z napisi je bilo odkritih tudi v Džōujuánu, prvotnem političnem središču dinastije Džou v provinci Šaanši, in v krajih Dašindžuang, Džinan in Šandong. Nekatere kosti iz Džoujuana naj bi bile sočasne z vladavino Di Xina, zadnjega kralja dinastije Šang.

## Orakeljske kosti po dinastiji Šang
Po ustanovitvi dinastije Džou so se nadaljevale prakse iz dinastije Šang predvsem litja brona, piromantija in pisanje. Kosti orakljev, ki so bile najdene v 1970-ih, so bile datirane v dinastijo Džou, nekatere pa v obdobje pomladi in jeseni. Vendar jih je bilo zelo malo popisanih. Domneva se, da so piromantijo izpodrinili drugi načini vedeževanja, na primer numerološko vedeževanje z uporabo rmana v povezavi s heksagrami iz I Chinga, kar je povzročilo upad števila popisanih orakeljskih kosti. Vendar obstajajo dokazi o nadaljnji uporabi plastromantije v obdobjih dinastij Vzhodni Džou, Han, Tang in Čing, Keightley pa omenja uporabo na Tajvanu še leta 1972.

### Navedena dela
- Boltz, William G. (2003). The origin and early development of the Chinese writing system. New Haven, CT: American Oriental Society. ISBN 0-940490-18-8. Pbk. ed. with minor corr. and a new preface.
- Chou, Hung-hsiang 周鴻翔 (1976). Oracle Bone Collections in the United States. University of California Press. ISBN 0-520-09534-0.
- Fairbank, John King; Goldman, Merle (2006). China : a new history (2. enl. izd.). Cambridge, Mass.: Belknap Press of Harvard University Press. ISBN 0-674-01828-1.
- Keightley, David N. (1978a). Sources of Shang history : the oracle-bone inscriptions of Bronze Age China. Berkeley: University of California Press. ISBN 0-520-02969-0. Paperback 2nd edition (1985) ISBN 0-520-05455-5.
- Keightley, David N. (1978b). »The Bamboo Annals and Shang-Chou Chronology«. Harvard Journal of Asiatic Studies. 38 (2): 423–438. doi:10.2307/2718906. JSTOR 2718906.
- Keightley, David N. (2000). The ancestral landscape: time, space, and community in late Shang China, ca. 1200–1045 B.C. Berkeley: University of California, Berkeley. ISBN 1-55729-070-9.
- »The Xia-Shang-Zhou Chronology Project: Methodology and Results«. Journal of East Asian Archaeology. 4: 321–333. 2002. doi:10.1163/156852302322454585.
- »Radiocarbon Dating of Oracle Bones of the Late Shang Period in Ancient China«. Radiocarbon. 63 (1): 155–175. 2021. doi:10.1017/RDC.2020.90.
- Menzies, James M. (1917). Oracle Records from the Waste of Yin. Shanghai: Kelly & Walsh, Limited.
- Qiu, Xigui (2000). Chinese writing (Wenzixue gaiyao). Transl. by Gilbert L. Mattos and Jerry Norman. Berkeley: Society for the Study of Early China. ISBN 1-55729-071-7.
- Takashima, Ken-ichi (2012). »Literacy to the South and the East of Anyang in Shang China: Zhengzhou and Daxinzhuang«.  V Li (ur.). Writing and Literacy in Early China: Studies from the Columbia Early China Seminar. University of Washington Press. str. 141–172. ISBN 978-0-295-80450-7.
- Wilkinson, Endymion (2000). Chinese History: A Manual (2. izd.). Harvard University Asia Center. ISBN 978-0-674-00249-4.
- Wilkinson, Endymion (2013). Chinese History: A New Manual (4th izd.). Cambridge, Mass.: Harvard University Asia Center. ISBN 978-0-674-06715-8.
- Wilkinson, Endymion (2022). Chinese History: A New Manual (6th izd.). Cambridge, Mass.: Harvard University Asia Center. ISBN 9780-674-260184.
- Woon, Wee Lee 雲惟利 (1987). Chinese Writing: Its Origin and Evolution. Macau: University of East Asia. Now issued by Joint Publishing, Hong Kong.
- Xu, Yahui (許雅惠 Hsu Ya-huei) (2002). Ancient Chinese Writing, Oracle Bone Inscriptions from the Ruins of Yin. English translation by Mark Caltonhill and Jeff Moser. Taipei: National Palace Museum. ISBN 978-957-562-420-0. Illustrated guide to the Special Exhibition of Oracle Bone Inscriptions from the Institute of History and Philology, Academia Sinica. Govt. Publ. No. 1009100250.
- York, Geoffrey. "The Unsung Canadian Some Knew as 'Old Bones'". The Globe and Mail. March 27, 2017. Retrieved February 18, 2017.
- »Determining Xia–Shang–Zhou Chronology through Astronomical Records in Historical Texts«. Journal of East Asian Archaeology. 4: 335–357. 2002. doi:10.1163/156852302322454602.